# Mülligen
Mülligen is een gemeente en plaats in het Zwitserse kanton Aargau en maakt deel uit van het district Brugg. Mülligen telt 1.020 inwoners.

## Geboren
- Samuel Schwarz (1814-1868), advocaat en politicus